# 小山よし姫
小山 よし姫（おやま よしひめ）は南北朝時代の女性。小山氏第11代当主・小山義政の正室に対する現代での呼び名。地元の碑では芳姫の字をあてている。小山氏の乱での死去した伝説の中で登場している。
小山義政の正室についての唯一確かな史料であるとされるのは、埼玉県北葛飾郡鷲宮の鷲宮神社の1372年頃の再興時の棟札で、夫と共に寄進を行い、藤原氏女と記載されている。

## 伝説
夫である義政が鎌倉府との三度目の戦いにおいて、現在の鹿沼市にあった小山氏の粕尾城に籠城していた際、よしは夫を追って粕尾城へ向かう途中、現在の栃木市星野に至った。そこで一晩の宿を提供し、なおかつ道案内をかって出た村人に、持っていた乾飯の袋を黄金の袋に間違えられ、こっそりと殺されてしまったと伝わる。やや不自然な伝説として、実際にはよしは夫や子供とともに粕尾城に籠っており、落城後に落ちのびる途中で夫や子供とはぐれて事件に巻き込まれたとする見方もある。
殺害されたとする地点（小山城と粕尾城を結ぶ30km程度続く街道のうち、粕尾城まで約8kmの地点、古道の大越路峠、現在は林道）には、江戸時代に入って村人が供養のため墓を建てている。
栃木市星野の大応寺には「小山芳姫の御堂」が建てられ、碑に上記の伝説が記載されている。これは「小山芳姫の墓保存会」のによって後年建てられたものである。